# 余慕雲
余慕雲，MH（1930年11月24日—2006年4月8日），原名余家龍，廣東省江門市台山人，1930年在上海市出生；香港電影史研究者。

## 生平
生於上海，曾在香港就讀小學，後來回到廣州並於1947年中學畢業，不久回香港入讀中業學院新聞專業課程。
1978年出版《五十年代粵語電影回顧》，1982年加入銀都機構成為電影資料搜集員；1985年出版《香港電影掌故第一輯默片時代（一八九六至一九三四年）》，1994年余慕雲以非學院資歷加入香港電影資料館擔任研究組成員，2000年退休。著作有《香港電影史話》、《香港電影掌故》等。
余慕雲一生致力搜集香港電影史資料，次文化堂主編彭志銘曾稱之為資料王，亦因此貢獻獲得多項榮譽。2001年獲香港特區政府的榮譽勳章:3，同年在廣東省佛山市籌建粵劇博物館；因其對香港電影史資料收，2005年獲香港電影金像獎頒授專業精神獎；2006年獲香港電影金紫荊獎頒授卓越成就獎。曾擔任黃飛鴻館顧問，並協助籌建李小龍博物館。
2006年4月8日在廣州朋友家中突然感到不適，被送往廣州醫院後不久，在下午二時逝世，享年75歲。:3

## 外部連結
- 余慕雲專訪[永久]